# Bad Laer
Bad Laer er en kurby og kommune med omkring 9.200 indbyggere (2013), beliggende i den sydvestlige del af Landkreis Osnabrück i Teutoburger Wald, omkring 20 km syd for Osnabrück, i den tyske delstat Niedersachsen.

## Geografi
Bad Laer ligger på de skovklædte sydvestskråninger af Blomberge, der er en udløber af Teutoburger Wald i Osnabrücker Land i grænseområdet til Münsterland og til Ostwestfalen. Højeste punkt er Kleine Berg (208 moh.) ved den østlige kommunegrænse.

### Nabokommuner
Bad Laer grænser mod vest til Glandorf, mod nord til Bad Iburg, mod øst til Hilter am Teutoburger Wald og Bad Rothenfelde og mod syd til byerne Versmold (Kreis Gütersloh) og Sassenberg (Kreis Warendorf) i delstaten Nordrhein-Westfalen.

### Inddeling
I kommunen ligger ud over hovedbyen Laer (5.740 indb.) landsbyerne (Indbyggertal pr. 2006):
- Remsede (1.149)
- Müschen (830)
- Hardensetten (783)
- Westerwiede (419)
- Winkelsetten (341)